# Thibaudia floribunda
Thibaudia floribunda là một loài thực vật có hoa trong họ Thạch nam. Loài này được Kunth miêu tả khoa học đầu tiên năm 1819.